# John McArthur (artiste et marchand)
Pour les articles homonymes, voir McArthur.
John McArthur, né en 1814 à Hamilton en Écosse au Royaume-Uni et mort le 5 mai 1903 à Montréal au Canada, est un artiste peintre, peintre en bâtiment, dessinateur commercial, entrepreneur et marchand canadien d'origine britannique.
À titre d'artiste peintre, John McArthur est principalement un peintre paysagiste adepte de l'école de Barbizon. Il est aussi l'un des premiers membres de l'Art Association of Montreal.

## Biographie
John McArthur naît en 1814 à Hamilton dans le comté de Lanarkshire en Écosse au Royaume-Uni. Après avoir pratiqué son métier d'artiste peintre et de peintre en bâtiment notamment dans les villes de Dublin, Édimbourg, Glasgow et Belfast, il décide d'émigrer à Montréal au Canada en 1845. En 1846, il s'associe avec Alexander Ramsay, marchand de peintures, d'huiles et de vernis, avec qui il offre des services complémentaires notamment de peintre en bâtiment, peintre décorateur, vitrier et tapissier. Au cours des années 1850, Ramsay et McArthur engage le verrier britannique John C. Spence afin d'offrir un service de fabrication de vitraux et d'émaillage du verre. Ensemble, ils supervisent notamment la fabrication de vitraux  destinés à l'église Notre-Dame-de-Grâce de Montréal en 1853. Le 1er décembre 1854, la société Ramsay et McArthur est dissoute par consentement mutuel.
De 1855 à 1860, John McArthur offre toujours ses service  de peintre en bâtiment, peintre décorateur, dessinateur commercial et tapissier. Il ouvre d'ailleurs boutique au « 70, Grande rue Saint-Jacques » le 1er mai 1856. En 1858, il conçoit notamment la décoration du Théâtre Royal de Montréal. Le 12 mai 1860, il s'associe avec son ancien collègue verrier John C. Spence. Lors de la visite royale du prince de Galles Albert Édouard en 1860, McArthur et Spence conçoivent et décorent au moins six des arcs de triomphe temporaires érigés dans la ville de Montréal, l'édifice temporaire de la salle de bal ainsi que la résidence de l'Honorable John Rose qui est utilisée à titre de résidence temporaire du prince Albert Édouard à Montréal.
Vers 1862, John McArthur cesse son partenariat avec John C. Spence, et décide de s'associer avec son propre fils, John C. McArthur. En 1866, McArthur & Son peint les décorations du plafond d'un magasin, coin St-Jaques et Place Victoria. En 1867, l'entreprise réalise les décorations peintes de l'édifice de la Banque des Marchands de la Place d'Armes. En 1872, l'entreprise a possiblement également réalisé les œuvres peintes de la salle de bal de la maison Ravenscrag à Montréal. À ce propos, ses œuvres peintes « magnifient plusieurs résidences montréalaises ». En 1882, il prend sa retraite et son fils reprend la direction de l'entreprise et s'associe avec C. C. Corneille, sous le nom de McArthur, Corneille & Co., jusqu'en 1900,. John McArthur meurt le 5 mai 1903 à Montréal au Canada.

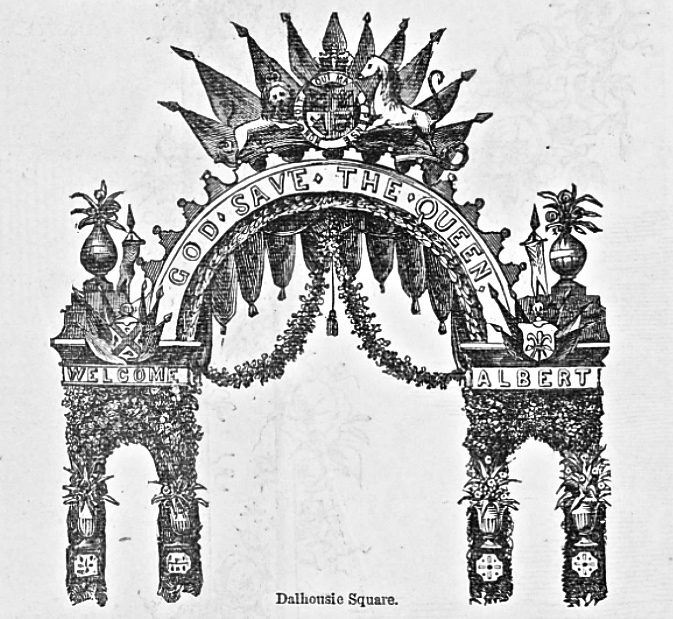
Arc de triomphe du Square Dalhousie, Montréal, Canada.
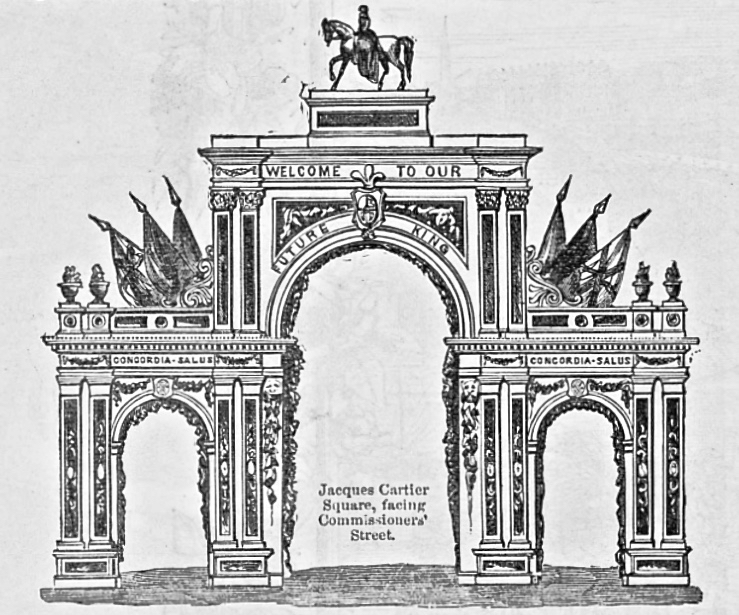
Arc de triomphe de la Place Jacques-Cartier, Montréal, Canada.
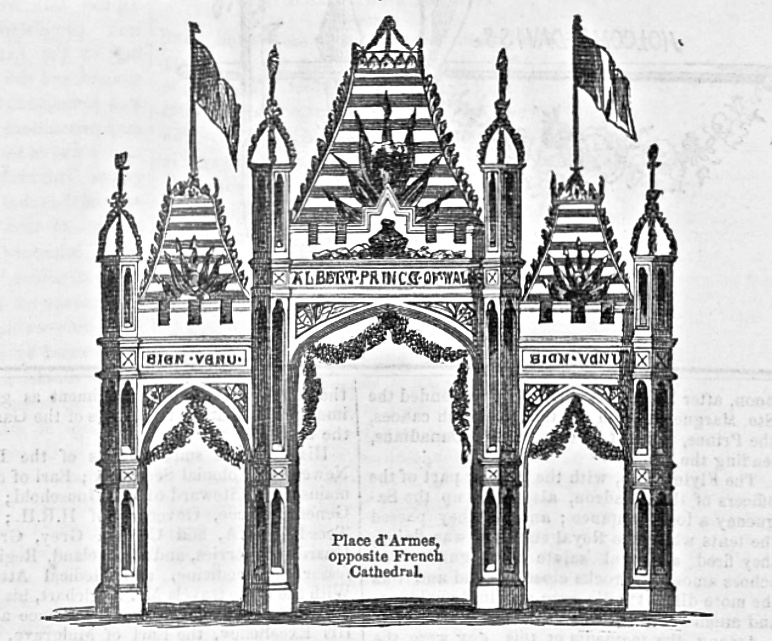
Arc de triomphe de la Place d'Armes, Montréal, Canada.
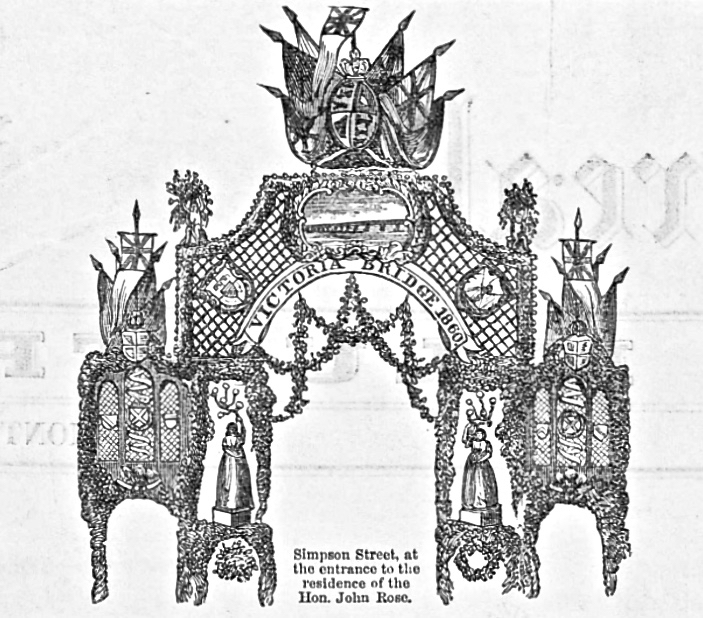
Arc de triomphe de la rue Simpson, Montréal, Canada.
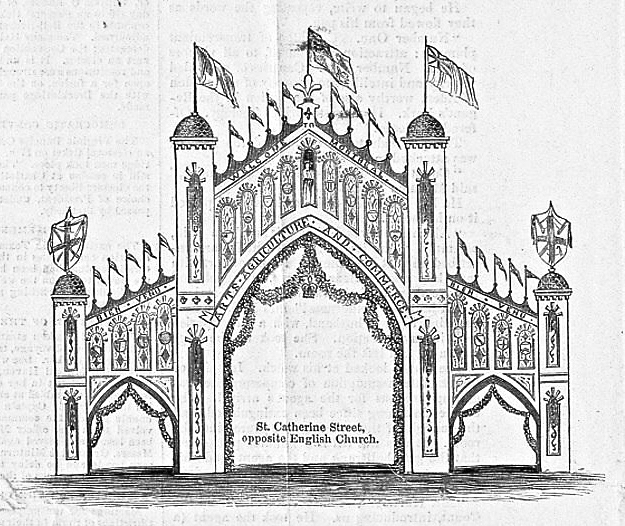
Arc de triomphe de la rue Ste-Catherine, Montréal, Canada.

## McArthur et les artistes
Au cours de sa carrière, John McArthur s'est entouré d'artistes pour exécuter ses divers contrats. Sa présence dans la communauté artistique de Montréal lui permet de choisir des artistes de talent. Il est par exemple l'un des premiers membres de l'Art Association of Montreal.
Voici une liste non exhaustive d'artistes ayant travaillé avec John McArthur :
- Francis Pedretti, artiste peintre et peintre décorateur (Années 1860)[note 1],[15];
- Alexander Ramsay, artiste peintre et peintre décorateur (Années 1840 et 1850)[note 2] ;
- M. Rosner (de New York), artiste peintre (Années 1850)[5];
- John C. Spence, maître verrier (Années 1850 et 1860)[6].

## Expositions et distinctions
À titre d'artiste peintre, John McArthur est essentiellement un peintre paysagiste adepte de l'école de Barbizon. D'ailleurs, lors de sa retraite dans les années 1880, il se rend à quelques reprises à Barbizon ainsi que Cernay-la-Ville pour rencontrer d'autres artistes de ce mouvement artistique et parfaire son art. Les paysages canadiens sont le sujet principal des toiles qu'il expose au courant de sa vie, mais pas seulement.
Voici ci-dessous une liste non exhaustive d'expositions dont John McArthur ou l'une de ses entreprises ont exposé des œuvres:
- 5 février 1850, 8e Festival du Mechanics' Institute of Montreal[16] :
  - Deux piédestaux en imitation de marbre.
- Du 17 au 19 octobre 1850, Exposition provinciale (Département de l'Industrie)[17]
  - Sept imitations de bois et de marbre par Ramsay & McArthur : prix spécial.
- Du 27 au 30 septembre 1853, Exposition provinciale (Département de l'Industrie, Section 8 : Beaux-Arts)[note 3],[18] :
  - Copie d'une peinture à l'huile sur toile illustrant un paysage, par Ramsay & McArthur : 2e prix recommandé;
  - Ensemble de chambre à coucher avec panneaux de verre émaillé peints de paysages, fruits, et autres décorations, par Ramsay & McArthur : mention d'honneur et prix spécial recommandés;
  - Table ornée de verre émaillé, par Ramsay & McArthur : mention d'honneur et prix spécial recommandés;
  - Vitraux, par Ramsay & McArthur (aucun prix).
- Du 12 août au 26 août 1857, Exposition d'art présentée par le Mercantile Library Association à Bonaventure Hall[19],[20] :
  - « Storm on the Thames », copie par John McArthur d'une peinture à l'huile sur toile.
- Du 25 août au 8 septembre 1860, Grande Exposition (Département de l'Industrie, Section 7 : Beaux-Arts)[21],[note 4] :
  - Vitraux, par McArthur & Spence : médaille d'argent.
- Du 15 septembre à octobre 1863, Exposition Provinciale (Département de l'Industrie) :
  - Imitation de marbre sur panneau de bois par J. McArthur & Son : 1er prix et diplôme[22]
- 8 décembre 1887, Art Fair organisée par The Art Gallery[23] :
  - « Canadian Landscape », une peinture à l'huile sur toile par John McArthur.